# Tzipi Hotovely
Tzipora (Tzipi) Hotovely (en hébreu : צפורה (ציפי) חוֹטוֹבֵלי), née le 2 décembre 1978 à Rehovot, est une femme politique israélienne, membre du Likoud.
Depuis le 2 août 2020, elle est la première femme ambassadrice d'Israël au Royaume-Uni, succédant à Mark Regev (en).

## Biographie
Issue d'une famille originaire de Géorgie et grandi dans sa ville natale, elle étudie le droit à l'université Bar-Ilan et à celle de Tel Aviv. En 2003, elle devient avocate avant de commencer une carrière dans les médias, notamment comme auteur d'articles politiques dans le quotidien Maariv à partir de 2006. Sa famille politique est celle de la droite juive : elle proteste contre l'installation d'un État palestinien et soutient la colonisation des territoires occupés.
Du 24 février 2009 au 5 juillet 2020, elle a fait partie successivement des 18e, 19e, 20e, 21e, 22e et (partiellement) 23e législatures de la Knesset.
Elle est à l'origine en 2011 d'un débat au Parlement consacré au « problème de l’assimilation » de femmes juives épousant des Palestiniens.  Soulignant que « l’identité juive est l’un des principaux objectifs de [la] commission », elle affirme que « malheureusement le phénomène du mariage mixte concerne surtout des femmes juives qui épousent des musulmans ».
Le 18 mars 2013, elle est nommée ministre délégué aux Transports et à la Sécurité routière dans le gouvernement Netanyahou III. Le 19 mai 2015, elle est nommée ministre déléguée aux Affaires étrangères dans le gouvernement Netanyahou IV. Dans son discours d'investiture, elle a déclaré : « Nous devons revenir à la vérité de base qui est celle de nos droits sur ce pays ». « Cette terre est à nous. Toute cette terre est à nous. Nous ne devons pas nous en excuser. ». Son discours tenu devant plusieurs diplomates a créé un choc parmi les représentants présents. Elle a plus tard ajouté lors d'une interview télévisée : « C'est mon rêve de voir le drapeau israélien flotter sur le mont du Temple. ».

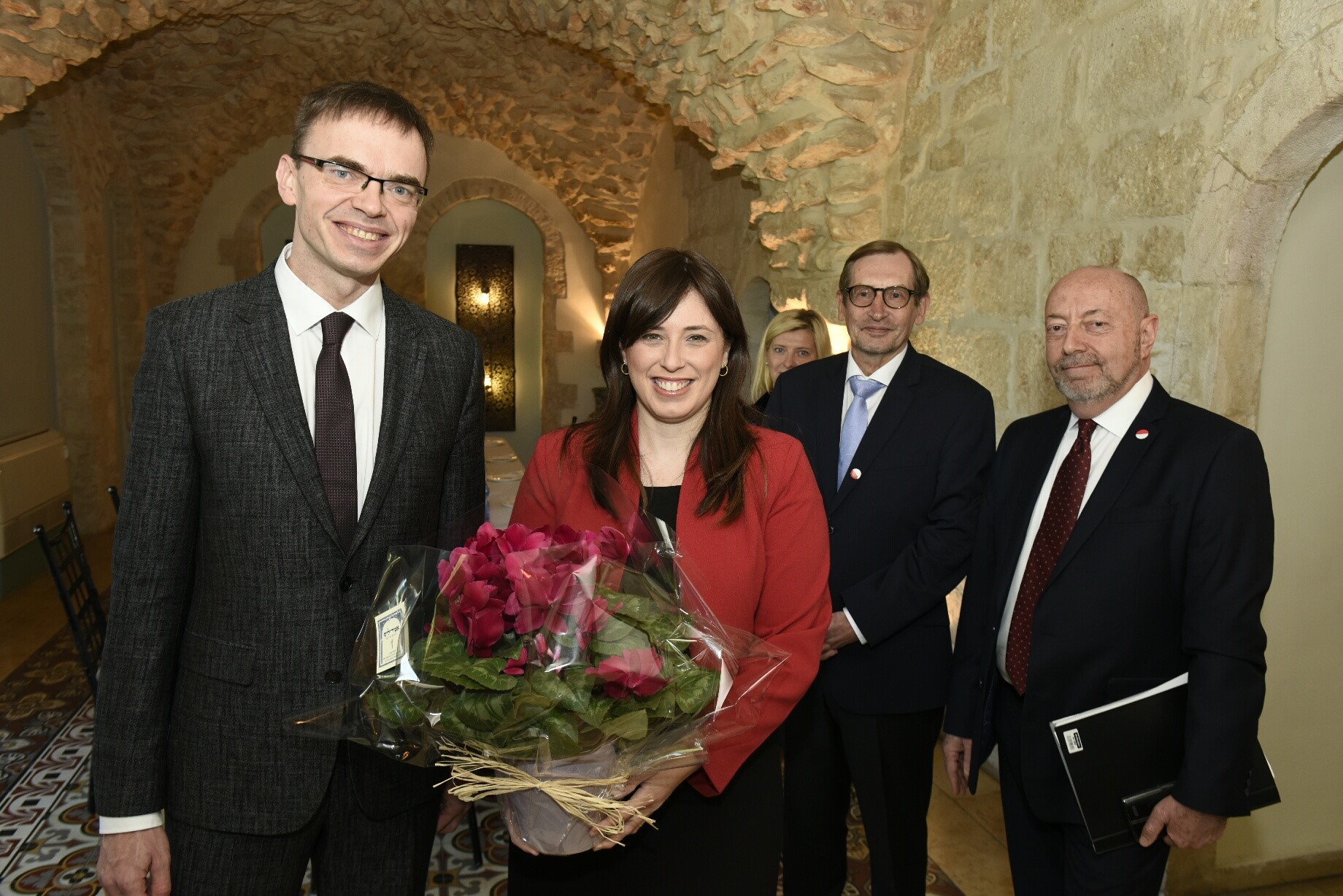
Tzipi Hotovely avec Sven Mikser, ministre estonien des Affaires étrangères, en 2017.

Le 13 janvier 2016, à la suite de la demande de la ministre des Affaires étrangères de Suède, Margot Wallström, de l'ouverture d'une enquête pour déterminer si Israël était responsable d'exécutions extrajudiciaires visant des civils Palestiniens, elle propose la fermeture de l'accès au territoire israélien aux Suédois. Le Premier ministre Benyamin Netanyahou refuse cette idée.
Le 21 janvier 2020, elle est nommée ministre de la Diaspora dans le gouvernement Netanyahou IV. Le 17 mai 2020, elle est nommée ministre des Affaires des colonies dans le gouvernement Netanyahou V. Elle quitte le gouvernement le 2 août 2020.